# Asia Filmfest

Logo des Asia Filmfests 2012

Das Asia Filmfest ist ein internationales Filmfestival in München.

## Allgemeines
Das Asia Filmfest findet im Mathäser Filmpalast sowie im Gloria Palast in München statt. Die meisten Filmbeiträge sind Deutschlandpremieren, einige Europa- oder Weltpremieren. Hauptsächlich nehmen Filmproduktionen aus China, Hongkong, Japan, Südkorea, Thailand und Taiwan teil. Dabei werden alle Filme in ihrer Originalsprache mit deutschen oder englischen Untertiteln vorgeführt. Bisher haben über 50.000 Besucher teilgenommen.
2005 waren unter anderem Gordon Liu und Angeles Woo, die Tochter von John Woo, zu Gast.

## Geschichte
Das Asia Filmfest wurde 2004 in Zusammenarbeit mit der KINOPOLIS-Gruppe gegründet und ist das größte asiatische Filmfestival in Deutschland. Nach einer Pause von 2010 bis 2011 fand das Festival 2012 vom 31. Oktober bis 7. November wieder statt.
Teil des Festivals waren bisher folgende Retrospektiven wichtiger Regisseure:
- 2005: John Woo
- 2006: Johnnie To
- 2007: Kim Ki-duk
- 2008: Wong Kar Wai
- 2009: Park Chan-wook